# اللجنة المركزية للحزب الشيوعي السوفيتي
اللجنة المركزية للحزب الشيوعي السوفيتي (بالروسية: Центра́льный комите́т Коммунисти́ческой па́ртии Сове́тского Сою́за – ЦК КПСС، نح: تسينترالني كوميتيت كاميونيستيتشكوي بارتيي ساڤيتسكاڤا سايوزا)، وتعرف ЦК (تسى كا) اختصارًا بالروسية، وهي أعلى سلطة سيادية في الحزب الشيوعي السوفييتي خلال الفترات الانتقالية بين مؤتمرات الحزب بحكم القانون، ووفقُا لقانون الحزب فاللجنة المركزية للحزب الشيوعي السوفيتي هي المنوطة بإقرار السياسات العامة للحزب ومن ثمّ الحكومة المُنتخبة في الفترة ما بين مؤتمرات الحزب المتعاقبة، ويُنتخب أعضاء اللجنة المركزية من بين أعضاء مؤتمر الحزب نفسه.
أثناء قيادة فلاديمير لينين للحزب الشيوعي السوفيتي كانت اللجنة المركزية للحزب الشيوعي السوفيتي أعلى السلطات التنفيذية خلال فترات ما بين مؤتمرات الحزب وذلك حتى المؤتمر الحزبي الثامن المُنعقد عام 1919، والذي أقرّ إنشاء المكتب السياسي (البوليتبورو) للإضطلاع بالمسائل التي تحتاج لقرارات فورية ولا تحتمل التأجيل حتى موعد انعقاد المؤتمر الحزبي التالي، وإن اعترضت بعض الوفود على إنشاء البوليتبورو شكلًا وموضوعًا مما أدّى لوضع البوليتبورو مسؤولًا أمام اللجنة المركزية للحزب علاوة على السماح لأعضاء اللجنة المركزية للحزب بحضور اجتماعات البوليتبورو والإدلاء بأصواتهم وإن كان استشاريًا، ومع وفاة فلاديمير لينين انتزع جوزيف ستالين السطة داخل الحزب الشيوعي السوفيتي من خلال منصب السكرتير العام لسكرتارية الحزب، ومع إحكام جوزيف ستالين قبضته على السلطة داخل الحزب تضائلت سلطات اللجنة المركزية للحزب أمام البوليتبورو الذي ضمّ جماعة صغيرة من المواليين لستالين.
وبوفاة جوزيف ستالين عام 1953 أصبحت اللجنة المركزية للحزب الشيوعي مجرّد صورة رمزية داخل الحزب الشيوعي السوفيتي بعدما أضحت مسؤولة أمام البوليتبورو وليس العكس كما كان مُفترضًا دائمًا، وبزوال ستالين عن السلطة، تنفّست اللجنة المركزية الصعداء وأصبحت محورًا رئيسيًا أثناء النزاع على السلطة لخلافة ستالين، واستمرّت نفوذ اللجنة المركزية في ازدياد بعد صعود نيكيتا خروتشوف للحكم والذي بدى جليًا في رفض اللجنة المركزية لقرار إقالة خروتشوف الصادر عن البوليتبورو عام 1957 قبل أن تعود اللجنة نفسها لإقالة خروتشوف وانتخاب ليونيد بريجنيف لمنصب السكرتير العام للحزب الشيوعي السوفيتي عام 1964 وعليه أبقت اللجنة المركزية على سلطاتها وقوتها خلال الأعوام الأولى من حكم بريجنيف قبل أن تتوارى مرّة أخرى في ظلال البوليتبورو، ومنذ ذلك التاريخ وحتى صعود ميخائيل غورباتشوف للسلطة استمرّ دور اللجنة المركزية للحزب الشيوعي السوفيتي في الانحصار في ظل تنامي سلطات البوليتبورو الذي أصبح أعلى السلطات السياسية بحكم الأمر الواقع داخل الاتحاد السوفيتي.

## الواجبات والمسؤوليات
كانت اللجنة المركزية جهازًا جماعيًا يُنتخب أعضائه في المؤتمر السنوي للحزب. انبغى على اللجنة الانعقاد ما لا يقل عن مرتين كل عام حتى تتولى مهامها بصفتها الجهاز الأعلى للحزب. تزايد عدد أعضاء اللجنة المركزية على مر السنين إذ بلغ عدد الأعضاء الكاملين فيها 71 عضوًا في عام 1934 وليصل عددهم إلى 287 عضوًا كاملًا في عام 1976. انتُخب أعضاء اللجنة المركزية إلى مقاعدهم على أساس المناصب التي شغلوها وليس على أساس الجدارة الشخصية. ولأجل ذلك غالبًا ما نظر الباحثون في الشأن السوفيتي إلى اللجنة المركزية باعتبارها مؤشرًا مكنهم من دراسة قوة المؤسسات المختلفة. تولت اللجنة المركزية انتخاب أعضاء المكتب السياسي الذي وقع على عاتقه رفع تقاريره إليها. وإلى جانب المكتب السياسي فإن اللجنة المركزية كانت تتولى انتخاب سكرتارية الحزب والأمين العام وهو القائد الفعلي للاتحاد السوفيتي. كذلك وقع على عاتق أعضاء اللجنة المركزية انتخاب أعضاء المكتب التنظيمي بنفس الطريقة التي انتخبوا فيها أعضاء المكتب السياسي والسكرتارية خلال الفترة من عام 1919 حتى عام 1952. تمتع المكتب السياسي والسكرتارية بالصلاحيات التي مكنتهما من اتخاذ القرارات بالنيابة عن أعضاء اللجنة المركزية. أمكن للجنة المركزية (أو المكتب السياسي و/أو السكرتارية بالنيابة عن اللجنة) إصدار قرارات على المستوى الوطني. انتقلت هذه القرارات المتخذة بالنيابة عن الحزب من أعلى هرم السلطة إلى أدنى درجاته.
تشابهت وظيفة اللجنة المركزية خلال عهد لينين بصفتها الجهاز الجماعي القائد للحزب مع الوظيفة التي أداها المكتب السياسي إبان حقبة ما بعد ستالين. بيد أن المكتب السياسي طغى على الدور الذي مارسته اللجنة المركزية بالتوازي مع التزايد المستمر في عدد أعضائها. أدت اللجنة المركزية دورًا باعتبارها مصدر شرعية القيادة السوفيتية في الفترات الفاصلة ما بين مؤتمرات اللجنة. أخذت أهمية اللجنة المركزية بالتراجع خلال عشرينيات القرن العشرين حتى تقلص دورها لينحصر على كونها هيئة مذعِنة لقيادة الحزب خلال فترة التطهير الكبير. نصت قواعد الحزب على انعقاد اللجنة المركزية ما لا يقل عن مرتين كل عام من أجل مناقشة الشؤون السياسية (دون أن يشمل ذلك الشؤون المرتبطة بالسياسة العسكرية).

### الانتخابات
تولى المندوبون المشاركون في مؤتمرات الحزب انتخاب أعضاء اللجنة المركزية. ومع ذلك لم يكن هناك تنافس على مقاعد اللجنة المركزية. إذ كانت القيادة السوفيتية تقرر مسبقًا أسماء أولئك الذين انتُخبوا أو بالأحرى عُينوا في اللجنة المركزية. فعلى سبيل المثال فقد المندوبون في مؤتمرات الحزب الصلاحية التي خولتهم من التصويت سرًا ضد المرشحين الذين نالوا تأييد القيادة خلال عهد بريجنيف. كذلك انتخب المندوبون أعضاء اللجنة المركزية بالإجماع في مؤتمري الحزب في كل من عام 1962 وعام 1971. وفقًا لروبرت فينسنت دانيالز فإن اللجنة المركزية كانت فعليًا عبارة عن جمعية مؤلفة من ممثلين بدلًا من أفراد. وغالبًا ما كان تعيين أعضائها يأخذ منحىً تلقائيًا إذ عُين هؤلاء الأعضاء حتى يمثلوا مجموعة مختلفة من المؤسسات. في حين يتفق جيري ف. هيو مع تحليل دانيالز إلا أنه يذكر وجود عوامل أخرى تدخل في الحسبان ومنها مثلًا الإحجام عن تعيين أحد المسؤولين في اللجنة المركزية في حال كانت علاقته بالأمين العام سيئة.
تعد وجهة النظر المؤيدة لقيام المكتب السياسي بتعيين أعضاء اللجنة المركزية من وجهات النظر المثيرة للجدل، وذلك بالنظر إلى حقيقة كون غالبية أعضاء اللجان المركزية الجديدة من مؤيدي الأمين العام في معظم الحالات. كان من شأن اختيار المكتب السياسي لأعضاء اللجنة المركزية أن أدى إلى ظهور فصائل مختلفة في صفوف اللجنة. تنص نظرية المكتب السياسي بصورةٍ غير مباشرة على اعتبار المؤتمر الحزبي عمليةً غير هامة، في حين تفترض نظرية أخرى ألا وهي نظرية التدفق الدائري للسلطة بأن الأمين العام يتمتع بالقدرة على بناء قاعدة من النفوذ على مستوى أمناء الحزب الإقليميين والذين يقع على عاتقهم انتخاب المندوبين الداعمين للأمين العام.

### الجهاز الإداري

#### اللجان
دعا ميخائيل غورباتشوف إلى تأسيس اللجان التابعة للجنة المركزية خلال المؤتمر التاسع عشر والذي كان المؤتمر الأول من نوعه منذ عام 1941. كان الغرض من هذه اللجان منح أعضاء اللجنة المركزية حيزًا أكبر في تنفيذهم للسياسات على أرض الواقع. أفضى قرار اللجنة المركزية الصادر بتاريخ 30 سبتمبر عام 1988 إلى استحداث ست لجان ترأسها إما أعضاء في المكتب السياسي أو الأمناء الحزبيين. ترأس لجنة الشؤون الدولية ألكسندر ياكوفليف وترأس يغور ليغاخيف اللجنة المعنية بالزراعة، في حين ترأس جورجي رازوموفسكي اللجنة المعنية ببناء الحزب والموظفين وأصبح فاديم مدفيديف رئيس اللجنة المعنية بالأيديولوجيا وترأس نيكولاي سلاينكوف اللجنة المعنية بالمسائل الاجتماعية الاقتصادية وأصبح فيكتور خيبريكوف رئيسًا للجنة المعنية بالشؤون القانونية. اختلفت التفسيرات حول سبب استحداث هذه اللجان، ولكن ادعى غورباتشوف لاحقًا بأن إنشائها جاء من أجل وضع حد للصراع على السلطة الذي نشب ما بين ياكوفليف وليغاخيف في ما يخص الشؤون الثقافية والأيديولوجية وذلك دون اللجوء إلى إقصاء ليغاخيف عن الساحة السياسية. في حين ادعى ليغاخيف من ناحيةٍ أخرى بأن استحداث اللجان كان بهدف إضعاف هيبة سكرتارية الحزب وتحجيم صلاحياتها. تضاءل عدد الاجتماعات التي عقدتها السكرتارية عقب تأسيس هذه اللجان إلى حدٍ كبير حتى أعيد تفعيل الهيئة بعيد المؤتمر الثامن والعشرين للحزب (2 يوليو عام 1990 - 13 يوليو عام 1990).
لم تنعقد هذه اللجان حتى مطلع عام 1989 ولكن تسلم بعض رؤساء هذه اللجان مسؤولياتهم على الفور. فمثلًا كُلف مدفيديف بمهمة وضع «تعريف جديد للاشتراكية» وهي مهمة تبين استحالة تحقيقها بعدما أضحى غورباتشوف مؤيدًا متحمسًا لبعض السياسات والأفكار الاجتماعية الديمقراطية. خلص مدفيديف في نهاية المطاف إلى أن الحزب لا يزال يؤيد الماركسية اللينينية ولكن انبغى عليه قبول بعض السياسات البرجوازية.

#### لجنة الضبط المركزية
وفقًا لدستور الحزب فإن لجنة الضبط المركزية كانت مسؤولة عن متابعة تنفيذ القرارات الصادرة عن الحزب والنظر في أولئك المسؤولين عن خرق الضوابط وملاحقة منتهكي أخلاقيات الحزب. اعترف مؤتمر الحزب الثامن عشر (الذي عقد عام 1939) بأن المهمة الرئيسية الواقعة على عاتق لجنة الضبط كانت تحسين الضبط الحزبي. قرر المؤتمر تكليف اللجنة المركزية بانتخاب أعضاء لجنة الضبط من الآن فصاعدًا فور انتهاء المؤتمر وذلك عوضًا عن انتخاب المؤتمر لأعضائها. كذلك طرأت تغييرات على الدستور. إذ نص على أن لجنة الضبط تولت متابعة تنفيذ توجيهات كل من الحزب الشيوعي السوفيتي والوكالات الاقتصادية والمنظمات الحزبية السوفيتية، ووقع على عاتقها فحص آلية عمل المنظمات الحزبية المحلية والنظر في أولئك المسؤولين عن إساءة استخدام الضبط الحزبي ودستور الحزب.

#### الأمين العام
يعود تاريخ استحداث منصب الأمين العام تحت مسمى «السكرتير التقني» إلى شهر أبريل من عام 1917. كانت إيلينا ستاسوفا أول من يشغل المنصب. انحصرت معظم المهام المنوطة بالمنصب في أول تجسيدين له على الأعمال السكرتارية. استُحدث بعد ذلك منصب «السكرتير المسؤول» في عام 1919 من أجل أداء الأعمال الإدارية. استُحدث منصب الأمين العام في عام 1922 وانتُخب جوزيف ستالين ليكون أول من يشغل المنصب. كان منصب الأمين العام منصبًا إداريًا وتأديبيًا بحتًا إذ انحصر دوره على تحديد التكوين المشكل لعضوية الحزب. استغل ستالين مبادئ المركزية الديمقراطية من أجل تحويل منصبه إلى منصب زعيم الحزب ليصبح في ما بعد زعيمًا للاتحاد السوفيتي. لم ينتخب المؤتمر السابع عشر للحزب أمينًا عامًا في عام 1934. إذ كان ستالين الأمين العام إلى حين وفاته في عام 1953، وذلك على الرغم من بقائه زعيمًا للبلاد بحكم الأمر الواقع من دون الإضعاف من سلطته.

## طالع أيضًا
- بدنوتا - صحيفة موجّهة للفلاحين فيما بين مارس 1918 وحتى يناير 1931.
- الهيكل التنظيمي للحزب الشيوعي السوفيتي.